# ترابری کابلی

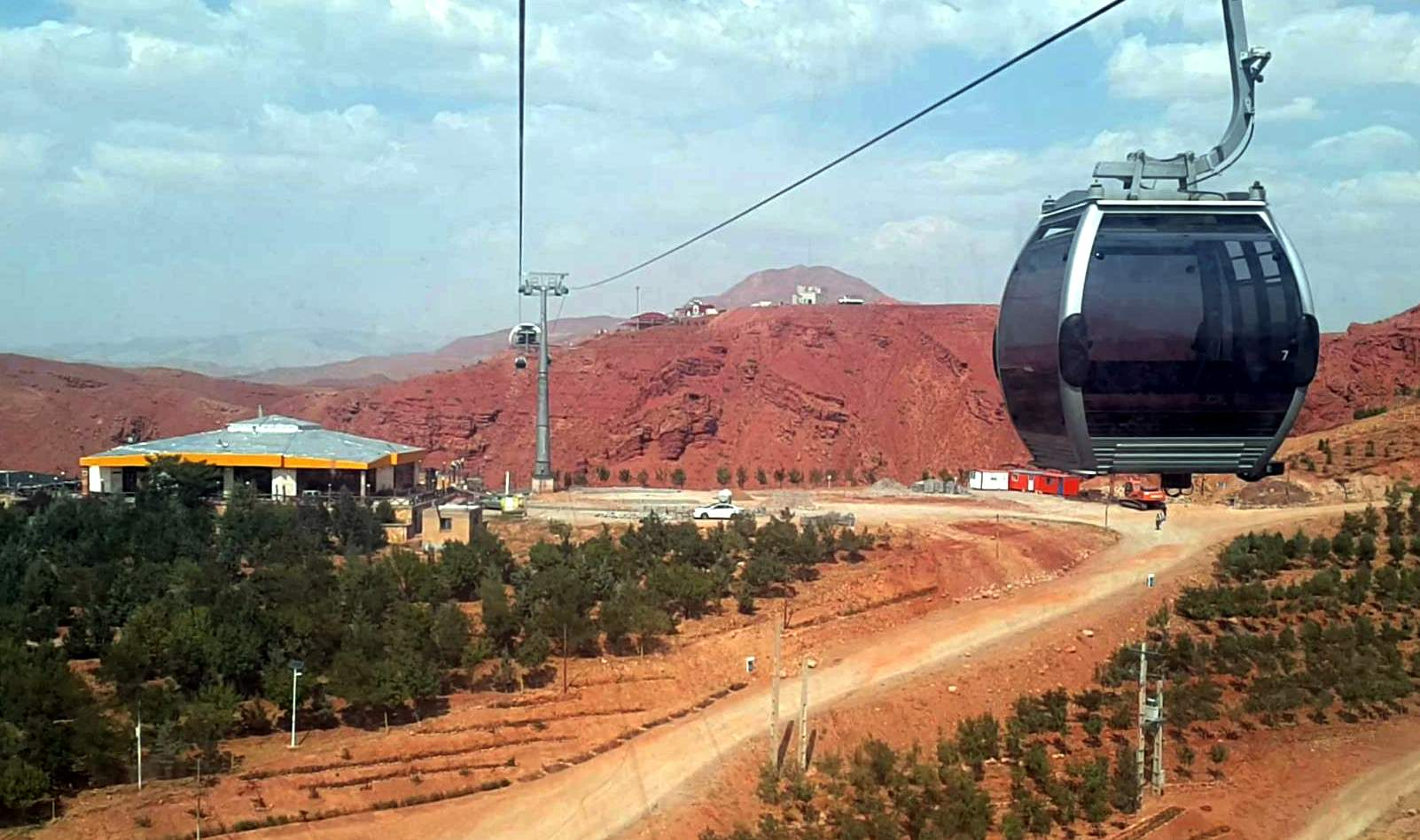
تله کابین تبریز

ترابری کابلی دسته گسترده‌ای از روش‌های ترابری است که همگی با کابل در ارتباط هستند. در این نوع ترابری افراد و کالاها، از طریق آنچه به‌طور معمول کابین یا خودروی کابلی نامیده می‌شود، از محلی به محل دیگر منتقل می‌گردند. کابل درگیر ممکن است حرکت کند یا ثابت بماند. نوع ترابری کابلی می‌تواند هوایی، زمینی و عمودی و در مواردی به حالات دیگر باشد.
ترابری کابلی می‌تواند به دو صورت برون‌شهری و درون‌شهری باشد. در کشورهای مختلف استفاده از راهکار ترابری کابلی درون‌شهری برای کاهش ترافیک سابقه داشته‌است.

## پیشینه
مدارک به‌دست‌آمده نشان می‌دهند که تاریخچه ترابری کابلی به ۲۵۰ سال پیش از میلاد و کشور چین بازمی‌گردد. این نوع ترابری براساس طناب بوده‌است. در سال ۱۶۱۶ اولین تراموا هوایی توسط فاستو ورانزیو ساخته شد، اما تکمیل کننده آن آدام ویب بود که در سال ۱۶۴۴ اولین سامانه قابل استفاده را اختراع کرد.

## روش‌های معمول

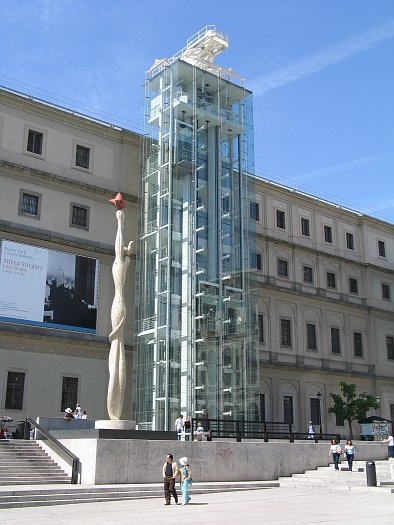
آسانسور نیز نوعی ترابری کابلی محسوب می‌شود.

روش‌های هوایی:
- تله‌کابین[۵]
- تله‌سی‌یژ[۶]
- زیپ‌لاین[۷]

روش‌های زمینی:
- قطار کابلی[۸]
- قایق کابلی
- ماشین کابلی

روش‌های عمودی:
- آسانسور[۹]